# Angerona pallescens
Angerona pallescens là một loài bướm đêm trong họ Geometridae.